# Mąchocice-Scholasteria
Mąchocice-Scholasteria is een plaats in het Poolse district  Kielecki, woiwodschap Święty Krzyż. De plaats maakt deel uit van de gemeente Masłów en telt 469 inwoners.